# Engelenburgerbrug
De Engelenburgerbrug is een brug in de Zuid-Hollandse stad Dordrecht. De brug ligt bij het Blauwpoortsplein, waar vroeger de Blauwpoort stond, en verbindt het Nieuwe Werk, een eilandje uit de 15e eeuw, met de binnenstad van Dordrecht, samen met de Roobrug en de Lange IJzeren Brug.
De oudste vermelding van de brug stamt uit 1529 als "brug vanden nijeuhaven". Voordat de huidige brug werd gebouwd, stond er een dubbele ophaalbrug. De Engelenburgerbrug geeft toegang tot het Maartensgat.

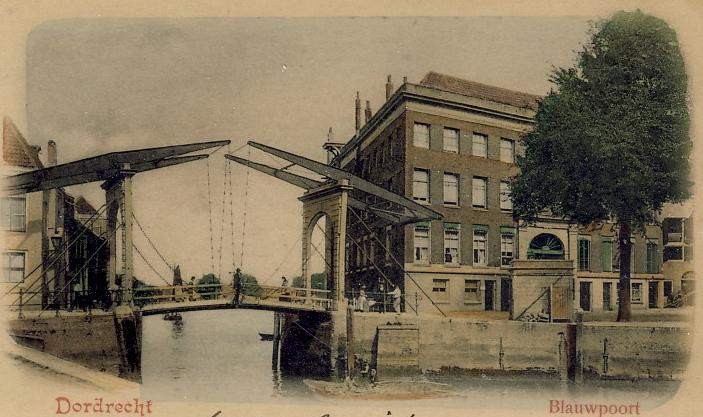
De Engelenburgerbrug op een oude ansichtkaart, begin 20e eeuw